# Tuvalu ai Giochi della XXXIII Olimpiade
Tuvalu ha partecipato ai Giochi della XXXIII Olimpiade, che si sono svolti a Parigi, in Francia, dal 26 luglio all'11 agosto 2024. La delegazione era composta da un atleta uomo e un'atleta donna.

## Delegazione
| Sport            | Uomini | Donne | Totale |
| ---------------- | ------ | ----- | ------ |
| Atletica leggera | 1      | 1     | 2      |
| Totale           | 1      | 1     | 2      |

## Risultati

### Atletica leggera
| Q | Qualificato al turno successivo per la posizione in qualificazione                                                           |
| q | Qualificato per il turno successivo per ripescaggio o, negli eventi su campo, conquistando la misura minima per qualificarsi |

Maschile
Eventi su pista e strada
| Atleta         | Evento      | Preliminari | Preliminari | Batteria        | Batteria        | Semifinale      | Semifinale      | Finale          | Finale          |
| Atleta         | Evento      | Risultato   | Posizione   | Risultato       | Posizione       | Risultato       | Posizione       | Risultato       | Posizione       |
| -------------- | ----------- | ----------- | ----------- | --------------- | --------------- | --------------- | --------------- | --------------- | --------------- |
| Karalo Maibuca | 100 m piani | 11"30 NR    | 7º          | non qualificato | non qualificato | non qualificato | non qualificato | non qualificato | non qualificato |

Femminile
Eventi su pista e strada
| Atleta           | Evento      | Preliminari | Preliminari | Batteria        | Batteria        | Semifinale      | Semifinale      | Finale          | Finale          |
| Atleta           | Evento      | Risultato   | Posizione   | Risultato       | Posizione       | Risultato       | Posizione       | Risultato       | Posizione       |
| ---------------- | ----------- | ----------- | ----------- | --------------- | --------------- | --------------- | --------------- | --------------- | --------------- |
| Temalini Manatoa | 100 m piani | 14"04 PB    | 8ª          | non qualificata | non qualificata | non qualificata | non qualificata | non qualificata | non qualificata |